# Johannes Dam
Johannes August Dam, född den 29 april 1866 i Ålborg, död den 9 januari 1926 i Köpenhamn, var en dansk journalist och författare. Han var far till Mogens Dam. 
Dam avlade studentexamen 1884 och juridisk ämbetsexamen 1893. Redan 1887 hade han dock börjat sin journalistiska bana och det var den han gick vidare på efter avlagd examen. Han var verksam som medarbetare i olika tidningar och tidskrifter fram till sin död. Dam författade även revyer, bland annat för Tivoli tillsammans med Anton Melbye.  Han var också en flitig översättare från italienska.